# Karl May
Pour les articles homonymes, voir May.
Karl Friedrich May [kaːɐ̯l ˈfʁiːdʁɪç maɪ̯], né à Hohenstein-Ernstthal le 25 février 1842 et mort à Radebeul le 30 mars 1912, est l'un des écrivains allemands les plus vendus au monde, notamment pour ses romans d'aventures au Far West dont les deux héros sont le Blanc Old Shatterhand et l'Apache Winnetou.
Il a aussi écrit des romans d'aventures se déroulant au Proche-Orient, dont le héros Kara Ben Nemsi est accompagné par Hadschi Halef Omar (par exemple dans Une visite au pays du diable, il décrit les Yézidis de manière positive), ainsi que des histoires comme Surcouf le corsaire, ou moins connues situées dans son Allemagne natale, des poésies, une autobiographie et un jeu. Il a aussi composé deux célèbres chants romantiques allemands Ne m'oublie pas et une version du Je vous salue Marie.

## Biographie
May naît dans une famille pauvre, cinquième enfant sur quatorze. Selon ses propres dires dans son autobiographie, il aurait souffert de cécité peu de temps après sa naissance, due sans doute à la malnutrition et aurait retrouvé la vue à l'âge de 5 ans après une opération chirurgicale et un traitement médical. Mais cette version des faits est controversée par les chercheurs. Il va à l'école, en Saxe, à Waldenburg. Durant ses études, il devient enseignant et commence à écrire, mais reste sans succès pendant longtemps. Pendant qu'il travaille comme enseignant, il commet un certain nombre de petits larcins et est emprisonné plusieurs fois.
Ce n'est qu'à partir de 1875 que May connaît le succès en tant qu'écrivain, devenant extrêmement populaire. Beaucoup de ses livres sont écrits à la première personne par le narrateur-protagoniste et il prétend parfois avoir vécu ce qu'il décrivait. Il est possible qu'il ait été un menteur compulsif.
Il utilise de nombreux noms de plume : capitaine Ramon Diaz de la Escosura, M. Gisela, Hobble-Frank, Karl Hohenthal, D. Jam, Prince Muhamel Lautréamont (peut-être en référence au poète français Lautréamont), Ernst von Linden, P. van der Löwen, Emma Pollmer, Richard Plöhn, et Franz Langer. Aujourd'hui, ses livres sont publiés sous son vrai nom.
Karl May se marie en 1880 avec Emma Pollmer dont il divorce en 1903. Dans la même année il se marie avec Klara Plöhn (de), sa secrétaire. Née en 1864, celle-ci meurt en 1944.
Il ne visite l'Amérique du Nord qu'en 1908, n'allant pas plus loin que Buffalo, dans l’État de New York. Sa méconnaissance du Far-West était compensée par une ingénieuse combinaison de créativité, d'imagination et de sources d'information incluant cartes, comptes rendus et guides de voyage, ainsi que des études d'anthropologie.
Karl May meurt le 30 mars 1912 des suites d'une crise cardiaque.

## Œuvre
En 1850, l'écrivain voyageur français Gabriel Ferry publie Le Coureur des Bois, un roman-fleuve en 8 volumes d'aventures en Amérique aux nombreuses intrigues. Le livre connaît le succès en France, mais aussi à l'étranger, notamment en Allemagne. En 1879, à la demande de son éditeur, Karl May adapte pour le jeune public allemand le roman de Ferry sous le titre Der Waldläufer. Cette adaptation réalisée par May à partir des trois traductions allemandes disponibles, est une version raccourcie comportant de nombreux remaniements. Le roman de Gabriel Ferry aurait également servi d'inspiration à May pour sa série emblématique de Winnetou. 
L'œuvre de Karl May appartient à la littérature populaire et cultive la tradition du roman d'Indiens avec Winnetou, (1893-1910)  et du roman de voyage avec Au pays du Mahdi (1896). Son idéologie, souvent contestée, entretient le culte de la force, de la violence, mais aussi un mélange de sentimentalisme et de sexualité trouble. Le succès en Allemagne et en Europe de Karl May a été comparable à celui de Jules Vernes ou d'Emilio Salgari. En particulier Winnetou, une trilogie fondée sur l'amitié d'un vieux chasseur blanc pour un jeune Indien, est devenu un classique du roman d'aventures pour la jeunesse.
Avec 200 millions d'exemplaires vendus dans le monde dont 100 millions dans les pays de langue allemande, son succès reste un phénomène presque inégalé. Encore au-delà des années 2000, ses textes occupent le second rang des textes allemands les plus traduits dans de nombreuses langues après la Bible de Luther.
En Allemagne, les aventures de Winnetou ont fait l’objet de nombreuses adaptations au cinéma, à la télévision et au théâtre. Depuis 1952, la ville de Bad Segeberg, dans le nord du pays, attire chaque année des centaines de milliers de spectateurs avec ses représentations théâtrales adaptées d'oeuvres de Karl May.
En 2022, pour accompagner la sortie le 11 août du film Der junge Häuptling Winnetou (« Le jeune chef Winnetou »), réalisé par Mike Marzuk, la maison d’édition allemande Ravensburger publie deux albums pour enfants sur l’Apache Winnetou. 
Elle les retire de la vente quelques jours plus tard, en raison de « nombreux retours négatifs ».
L'éditeur explique alors qu’ils véhiculent « un imaginaire romancé et plein de clichés », sans rapport avec la véritable histoire de « l’oppression des peuples indigènes ». Le retrait des livres provoque une polémique nationale et les avis sont divisés.
La commission publique chargée de l’évaluation des films, la Deutsche Film- und Medienbewertung (FBW) et assurant une partie de leur financement, porte également un jugement mitigé sur le film.
Les jurés, des représentants de la profession délégués par les Länder, se divisent en deux camps.
Les uns estiment que cette œuvre « kitsch et rétrograde, occulte complètement le génocide des peuples autochtones d’Amérique et l’injustice dont ils ont été victimes de la part des colons blancs » et qu’« il n’est plus admissible de réaliser à notre époque un film avec autant de clichés folkloriques, surtout quand il s’adresse à la jeunesse ».
Les autres plaident que « tout le monde sait que le « pays des Indiens » qui sert de décor aux récits de Karl May est sorti tout droit de son imagination, lui-même n’ayant jamais été sur les lieux des aventures qu’il a inventées. On peut donc le qualifier en toute bonne conscience de « conteur » ». Ils estiment à ce titre qu'« il est parfaitement légitime qu’un film réalisé aujourd’hui puise dans cet imaginaire de conte. » et obtiennent, à une courte majorité, le soutien de la commission d’évaluation.

## En France
La France est le premier pays à avoir traduit (ou plutôt adapté) ses œuvres, dès 1881, sous l'impulsion d'une admiratrice, J. de Rochay (pseudonyme de Juliette Charoy, 1840-1898) à qui May répondait en français. Durant un siècle, des traductions sont régulièrement publiées en français, avec des fortunes diverses (souvent des adaptations très raccourcies) jusqu'à ce qu'en 1982 Flammarion interrompe l'édition de ses œuvres dans la collection "Bibliothèque du Chat perché". 
Depuis, Karl May a sombré dans l'oubli en France, malgré la diffusion de deux soirées Théma sur la chaîne franco-allemande Arte en 1997 et 2007, avec la rediffusion de films avec l'acteur Pierre Brice, une célébrité en Allemagne mais peu connu en France. Depuis, plus aucune édition ou traduction française n'a été publiée, jusqu'à ce que l'Association française Karl-May commence à en rediffuser quelques-uns (parfois dans des versions revues et complétées). Il semble que le lien entre Karl May et la France soit rompu, peut-être durablement.

## Principaux films inspirés de romans de Karl May

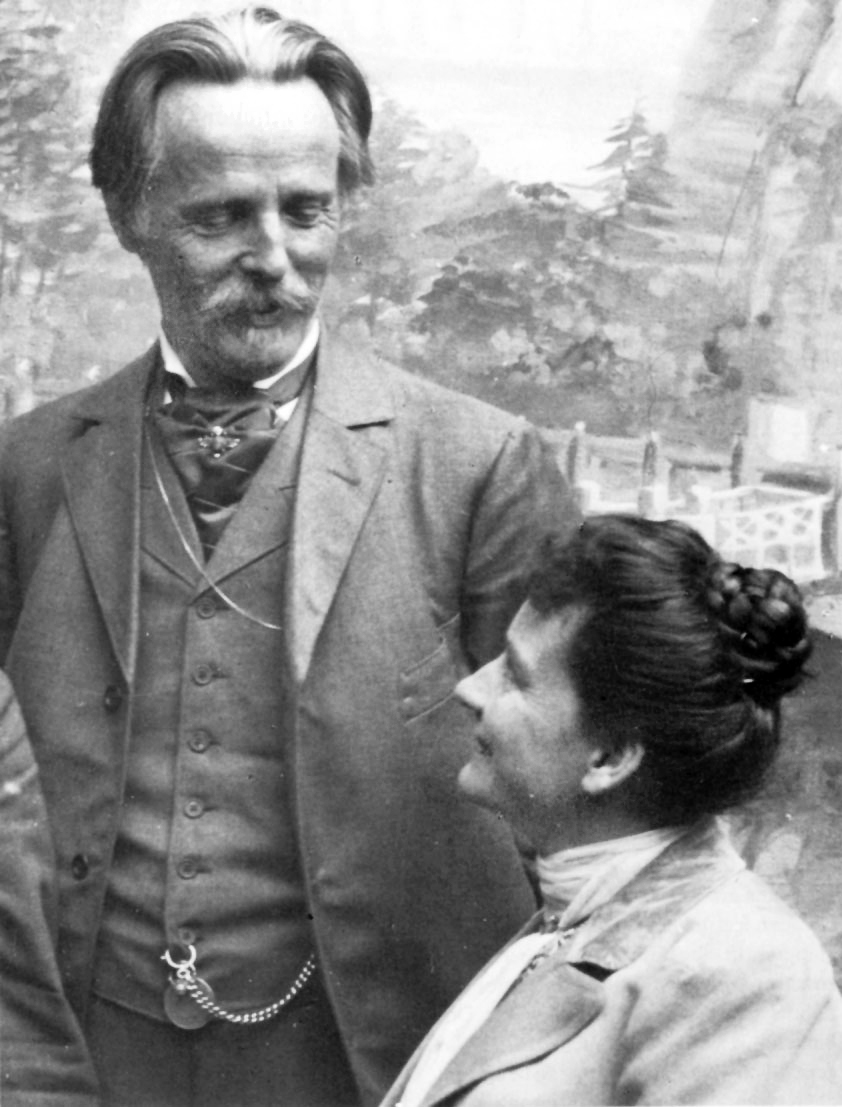
Karl May et sa seconde épouse Klara, en 1904.

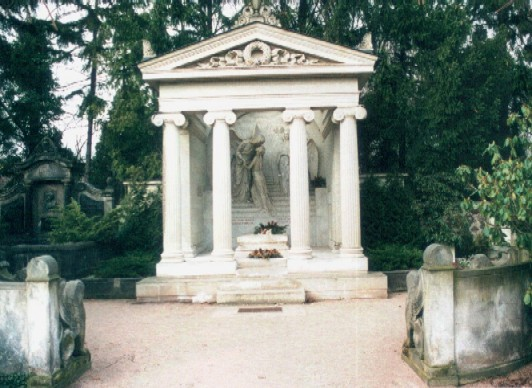
Tombe de Karl et Klara May à Radebeul

- 1962 Le Trésor du lac d'argent (Der Schatz im Silbersee) de Harald Reinl avec Lex Barker, Pierre Brice, Götz George et Karin Dor
- 1963 La Révolte des Indiens Apaches (Winnetou) de Harald Reinl avec Lex Barker et Pierre Brice
- 1964 Au pays des Skipétars (Der Schut) de Robert Siodmak avec Lex Barker et Marie Versini
- 1964 Le Trésor des montagnes bleues (Winnetou II) de Harald Reinl avec Lex Barker, Pierre Brice, Karin Dor, Klaus Kinski et Mario Girotti (Terence Hill)
- 1964 Parmi les vautours (Unter Geiern) de Alfred Vorherr avec Stewart Granger, Pierre Brice, Elke Sommer, Götz George et Mario Girotti (Terence Hill)
- 1965 L'Appât de l'or noir (Der Ölprinz) de Harald Philipp  avec Stewart Granger, Pierre Brice, Uschi Glas, Mario Girotti (Terence Hill) et Macha Méril
- 1965 Old Surehand (1re partie) de Alfred Vohrer  avec Stewart Granger, Pierre Brice, Letitia Roman et Mario Girotti (Terence Hill)
- 1965 Sur la piste des desperados (Winnetou, 3. Teil) de Harald Reinl avec Lex Barker et Pierre Brice
- 1965 Les Mercenaires du Rio Grande I (Der Schatz der Azteken) de Robert Siodmak avec Lex Barker et Gérard Barray
- 1965 La Pyramide du Dieu Soleil (Die Pyramide des Sonnengottes) de Robert Siodmak avec Lex Barker et Gérard Barray
- 1965 Les Cavaliers rouges (Old Shatterhand) de Hugo Fregonese, avec Pierre Brice et Daliah Lavi